# Fondation Konex
La Fondation Konex (Fundación Konex) est une organisation culturelle argentine à but non lucratif créée en 1980 pour promouvoir, encourager, aider et participer à toute forme d'initiative culturelle, éducative, intellectuelle, artistique, sociale, philanthropique, scientifique ou sportive,  (travail  ou entreprise), tel que défini par son fondateur et président, Luis Ovsejevich.
La Fondation Konex offre des bourses et des subventions individuelles, elle parraine et soutient également des activités collectives grâce à des subventions ou un accompagnement des projets et/ou des entreprises méritoires.

## Prix Konex
Les prix Konex (Premios Konex) sont créés en 1980, en parallèle à la Fondation, pour récompenser les personnalités et institutions de différents domaines culturels argentins, ainsi que pour encourager les débutants. Bien que les prix soient décernés chaque année, ils sont organisés par cycles de dix ans. Chaque année, un secteur différent est récompensé. Les prix Konex sont reconnus internationalement depuis leur création, et comptent parmi les plus importants et respectés d’Argentine. Deux décorations spéciales sont décernées : à Yehudi Menuhin en 1994 et à Mstislav Rostropovitch en 2002.

## Activités
Parmi les activités de la fondation, il existe un programme  spécial pour promouvoir l’opéra, le ballet et la musique classique auprès des enfants qui se déroule généralement au théâtre Colón à Buenos Aires. La Fondation soutient également différents projets scientifiques et activités artistiques. Elle organise ainsi des expositions de peinture et possède sa propre collection.
En plus de ces actions, elle a institué des subventions pour la recherche scientifique et les arts. Elle soutient le sport, les arts visuels, la science et la technologie, la musique classique, la communauté, la littérature et les sciences humaines,,.